# Acuerdo Root-Takahira
El Acuerdo Root-Takahira fue un pacto entre los Estados Unidos y el Imperio del Japón que negociaron el Secretario de Estado de los Estados Unidos Elihu Root y el embajador japonés en los Estados Unidos Takahira Kogorō.
Se firmó el 30 de noviembre de 1908 e incluyó el reconocimiento oficial de la situación territorial tal cual era en noviembre de 1908, de la independencia e integridad territorial de China (la llamada «política de puertas abiertas», propugnada por John Milton Hay), el mantenimiento de libre comercio y de la igualdad de oportunidades comerciales, el reconocimiento japonés de la anexión estadounidense del Reino de Hawái y de las Filipinas y el estadounidense de la posición de Japón en China del Noreste. En el pacto se incluía implícitamente el reconocimiento estadounidense del derecho nipón a anexionarse Corea y a dominar el sur Manchuria, y el de Japón a aceptar los límites a la inmigración japonesa a California.
Tras el final de la guerra hispano-estadounidense, los Estados Unidos habían devenido una potencia importante en Asia Oriental. Para el Gobierno nipón, la ocupación estadounidense de Hawái y las Filipinas y la impetuosa penetración económica americana en China suponían una amenaza. El Gobierno estadounidense, por su parte, estaba cada vez más preocupado por las ambiciones territorial japonesas en China, y por el creciente poderío de la Armada nipona tras la victoria del imperio asiático en la guerra ruso-japonesa.
En su época, se creyó que el acuerdo había disipado las tensiones entre los países firmantes. El acercamiento de Japón a Rusia a partir de 1907 y el aumento de las inversiones niponas en Manchuria hicieron que el tratado originase, en realidad, el debilitamiento del control estadounidense de la expansión japonesa en China.